# 이국적 브랜드 기법
이국적 브랜드 기법(Foreign Branding)은 고급스러운 느낌 또는 차별화된 느낌을 주기 위하여, 낯선 외국어 또는 외국어와 비슷한 브랜드 이름을 정하는 광고 및 마케팅 기법이다.

## 대한민국사기업의 이국적 브랜드 사례
언론사
- 경제투데이
- 데일리 노컷 뉴스
- 데일리경제
- 디지털타임스
- 머니투데이
- 머니투데이
- 시티신문
- 아시아 투데이
- 아시아경제신문
- 오마이뉴스
- 이데일리
- 이투뉴스
- 이투데이
- 충청타임즈
- 충청투데이
- 파이낸셜뉴스
- 포커스신문
- 헤럴드 경제
- Evening

식품업
- 이디야커피
- 크라제버거
- 엔제리너스 (Angel-in-us)
- 투썸플레이스 (A Twosome Place)
- 할리스 커피 (Hollys Coffee)

금융업
- 중소기업은행 → IBK 기업은행
- 국민은행 → KB국민은행
- 농협 → NH농협은행

- 포항제철 → POSCO
- 한국통신 → KT
- 한국담배인삼공사 → KT&G (Korea Tomorrow Global)

## 대한민국공기업 및 공공기업의 이국적 브랜드 사례
- 한국수자원공사 → K-Water
- 한국교육학술정보원 → KERIS
- 대한무역투자진흥공사 → KOTRA
- 서울지하철공사 → 서울 메트로(Metro)
- 한국토지주택공사 → LH
- 한국도로공사 → EX
- 한국전기안전공사 → KESCO
- 한국조폐공사 → KOMSCO
- 한국전력공사 → KEPCO
- 한국농수산식품유통공사 → aT
- 강원랜드

## 영어권 국가의 브랜드 예
영어 사용 국가에서는 의류와 패션 제품 브랜드로 프랑스어나 이탈리아어 이름이 선호되며, 고급 기술 제품군은 중부, 북부 유럽 언어와 일본어가 쓰이는 경향이 있다. 이는 이들 국가의 대표상품 및 국가 이미지와 연관이 있다.
- Dolmio는 파스타 소스 브랜드지만, 이탈리아 상호가 아니라 미국 상호이다.
- 수프의 일종인 비시스와즈(Vichyssoise)는 미국 뉴욕의 리츠 칼튼 호텔에서 만들어졌다.
- 긴스 나이프는 일본어처럼 들리는 유사 비단어인 긴스라는 이름을 채용했다.
- 미국의 운동화 생산업체인 Rykä는 스웨덴어처럼 보이는 상호를 쓰고 있다.
- 하겐다즈(Häagen-Dazs)